# Touzac, Charente

Touzac este o comună în departamentul Charente, Franța. În 1 ianuarie 2018 avea o populație de 393 de locuitori.